# Línea SE1 (EMT Madrid)
El Servicio Especial codificado como SE1, que a efectos de numeración interna es la línea 897, de la EMT de Madrid une Aluche con Cuatro Vientos.

## Características
Fue puesta en servicio el 15 de enero de 2025, con motivo de las obras de soterramiento de la autovía A-5.
Une sin paradas intermedias las estaciones de Aluche con Cuatro Vientos, donde se sitúan, mientras duren las obras, todas las cabeceras de los autobuses interurbanos del corredor 5.
En sus comienzos, tenía una dotación máxima de 9 autobuses, con una frecuencia de 5 minutos en horas punta. Posteriormente dichas frecuencias se vieron reducidas hasta contar con un máximo de 3 autobuses.

## Frecuencias
| Lunes a viernes laborables              |                    |
| De 06:00 a 22:00                        | cada 13-14 minutos |
| De 22:00 a 23:00                        | cada 14-20 minutos |
| Sábados laborables, domingos y festivos |                    |
| De 06:00 a 22:00                        | cada 20 minutos    |
| De 22:00 a 23:00                        | cada 20-25 minutos |

## Paradas
| Código | Parada                 | Conexiones con Metro y Cercanías |
| ------ | ---------------------- | -------------------------------- |
| 5297   | Aluche (sólo ascenso)  | Aluche                           |
| 51119  | Cuatro Vientos         | Cuatro Vientos                   |
| 5065   | Aluche (sólo descenso) | Aluche                           |